# Giovanni Battista Cicala
Giovanni Battista Cicala (Gênova, 6 de junho de 1510 - Roma, 8 de abril de 1570) foi um cardeal do século XVII

## Biografia
Nasceu em uma família nobre aparentada com as famílias Cybo, Doria e Lomellini. Filho de Eduardo Cicala. Seu sobrenome também está listado como Cicada.
Estudou letras e religião com Odoardo Cicala, futuro bispo de Sagona, na Córsega. Teve o título de magister. Foi a Roma e foi nomeado referendário dos Tribunais da Assinatura Apostólica. Abbreviatore das cartas apostólicas, 2 de setembro de 1535. Auditor da Câmara Apostólica, 8 de março de 1540 até 1551; teve Ugo Boncompagni, futuro Papa Gregório XIII, como seu assessor.
Nomeado administrador da Sé de Albenga, mantendo o cargo de auditor, em 5 de dezembro de 1543. Consagrado na sexta-feira, 21 de dezembro de 1543, na Capela Sistina, Roma, mas não se sabe por quem. Chegou ao Concílio de Trento em 13 de janeiro de 1547..
Criado cardeal-presbítero no consistório de 20 de novembro de 1551; recebeu o barrete vermelho e o título de S. Clemente em 4 de dezembro. Arquidiácono in commendam de Siracusa, 1561. Legado em Campanga, 13 de março de 1553. Renunciou à administração da diocese em favor de seu sobrinho Carlo Cicala, 30 de março de 1554. Administrador da Sé de Mariana, Córsega, 30 de março de 1554; renunciou ao cargo em favor de seu parente Nicola Cicala em 13 de setembro de 1560.
O cardeal Cicala participou dos dois conclaves de 1555: o de abril, que elegeu o Papa Marcelo II, e de maio, que elegeu o Papa Paulo IV. Participou do conclave de 1559, que elegeu o Papa Pio IV. Juntamente com os Cardeais Giovanni Michele Saraceni e Gianbernardino Scotti, Theat., encarregados de resolver a disputa entre os Cônegos Regulares Lateranenses e os Monges Beneditinos de Monte Cassino; a decisão favoreceu o primeiro. Administrador da Sé de Sagona, 1565 até 1567. Optou pelo título de S. Ágata em Suburra, 7 de novembro de 1565. Participou do conclave de 1565-1566, que elegeu o Papa Pio V. Nomeado no lugar do Cardeal Michele Bonelli, OP para examinar a causa da canonização de Diego di S. Nicola, O.Min., 1567. Promovido a ordem dos cardeais-bispos e a sé suburbana de Sabina, 30 de abril de 1568; ele estava ausente devido a doença..
Cardeal Giovanni Battista Cicala morreu em Roma em 8 de abril de 1570, à noite. O seu funeral solene teve lugar na capela de Santa Lúcia, na igreja de S. Maria del Popolo, em Roma, onde foi posteriormente sepultado.